# Кораблі озера Немі
Кораблі озера Немі (італ. Navi di Nemi) — два давньоримські розкішні розважальні судна, закладені у період правління римського імператора Калігули і добудовані при римському імператорі Клавдії, на озері Немі. 

## Історія

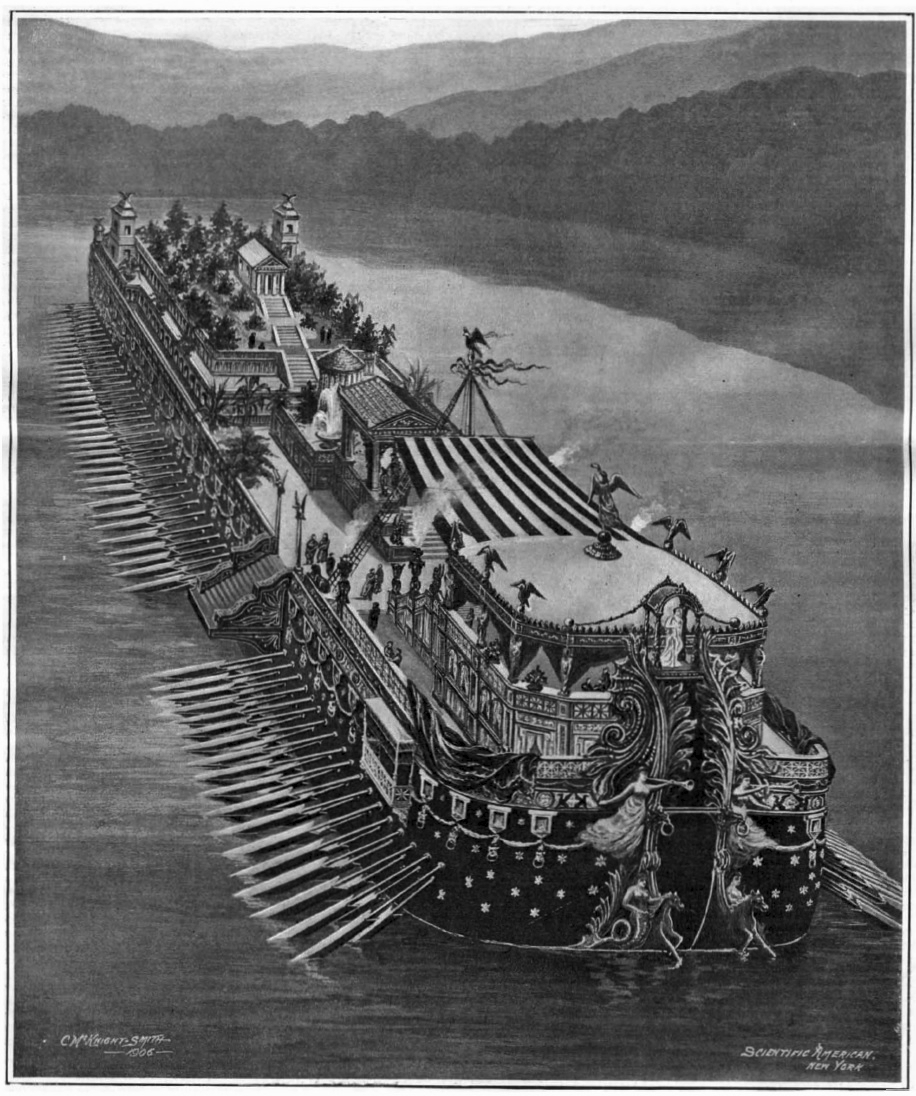
Реконструкція Найта-Сміта 1906 рік

Більшість істориків датують кораблі епохою правління імператора Калігули. Дату побудови суден встановити не вдалося, але, за написами на орнаментах, археологи встановили, що кораблі були побудовані приблизно у середині II століття до н. е.
Археологами, на одній з свинцевих труб малого корабля, було знайдено напис — «Власність Кая Цезаря Августа Германікуса» (повне ім'я римського імператора Калігули), правив до 41 року. Що вказує на побудови, чи початок будівництва, суден імператором Калігулою. Деякі інші написи вказують на те, що кораблі були добудовані чи перебудовані вже за правління наступника Калігули Клавдія, правив до 54 року.  
За свідченням римського історика Светонія, на «човнах кохання» було достатньо місця для лазні та залів, для виноградних та фруктових садків, де постійно співав хор і метушилися танцівниці.
Для істориків досі залишається таємницею, коли і за яких обставин затонули кораблі озера Немі. Кораблі могли затопити за наказом самого Калігули.  Також вони могли бути затоплені у рамках «лат. Damnatio memoriae» («Прокляття пам'яті» — особлива форма посмертного покарання у Стародавньому Римі для державних злочинців). Є гіпотеза, що це могло статися в епоху правління римського імператора Нерона.

## Археологічні дослідження

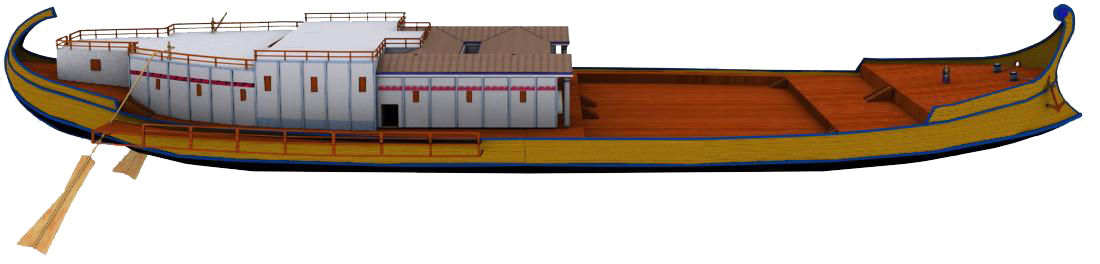
Реконструкція

Рибалки озера Немі часто витягували сітками з дна шматки дерева і невеликі металеві предмети. Кардинал Просперо Колона захоплювався античністю, тому в 1444 році організував на озеро Немі експедицію. Очолював експедицію видатний на той час архітектор Леон Баттіста Альберті. Він досліджував затонулий корабель за допомогою пірнальників і навіть зробив спробу підняти судно. Для цього на безлічі дерев'яних бочок був споруджений настил, на якому встановили лебідки з канатами. Однак за допомогою цього нехитрого пристрою Альберті вдалося лише відірвати та підняти на поверхню шматок носа таємничого корабля.

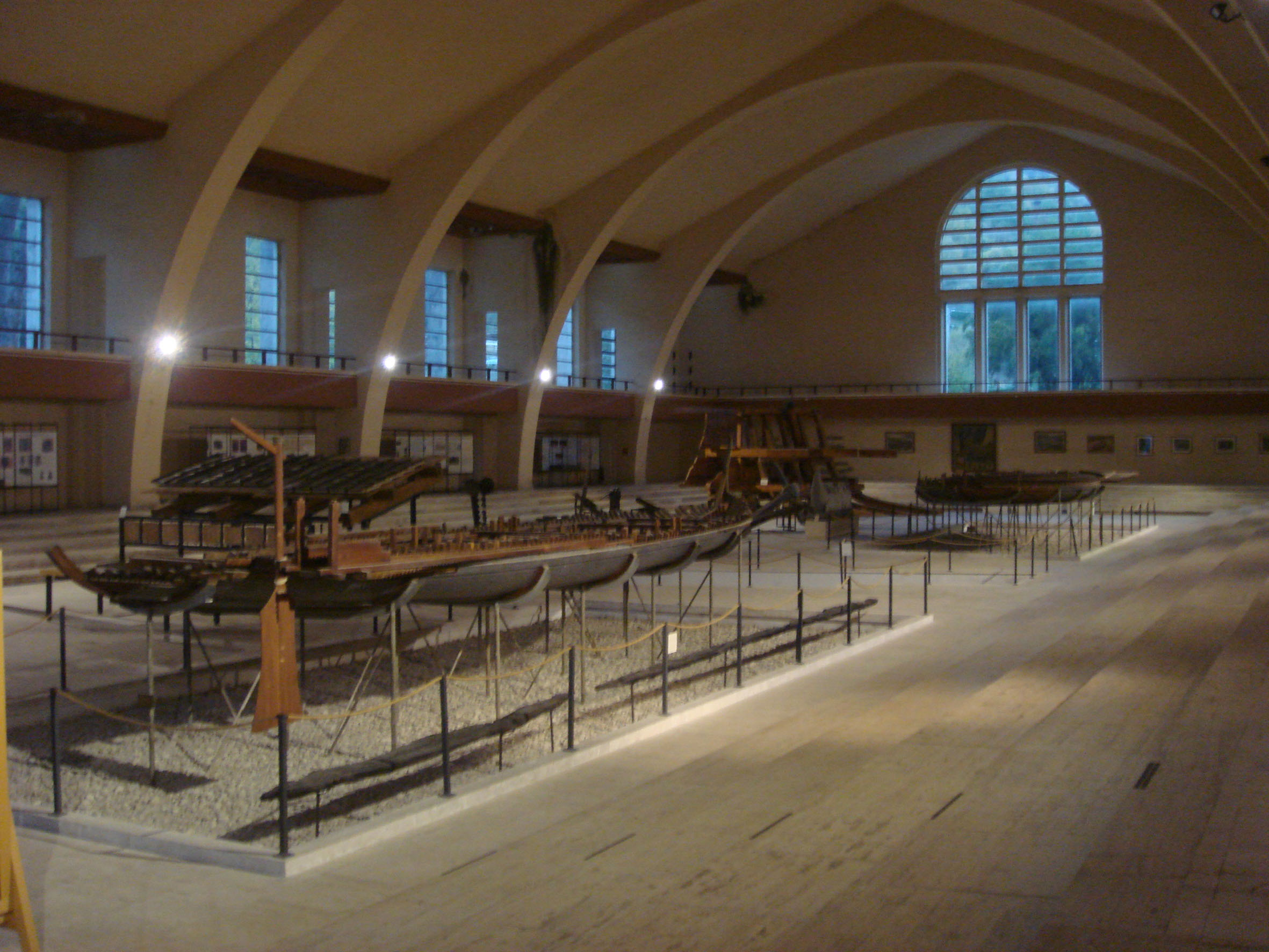
Моделі човнів в одну п'яту натуральної величини

Друга спроба була описана Франческо де Марчі, автором «Військової архітектури». У 1531 році Ґульєльмо де Лорена спробував скористатися для підводного занурення водолазним дзвоном. Лорена спорудив циліндричну камеру висотою приблизно один метр і діаметром 60 сантиметрів зі скляними віконцями. В 1535 році Лорена занурювався у своєму дзвоні в озеро Немі, щоб відшукати та підняти на поверхню затонулі кораблі імператора Калігули. Спроба була невдалою, результати його досліджень були незначними. Він майже нічого не зміг побачити через маленький ілюмінатор у дзвоні, бо вода в озері була дуже каламутною. За словами Де Марчі, Лорена залишався на дні цілу годину і, можливо, став одним з перших людей, які зазнали на собі кесонну хворобу.
Британський посол в Італії, лорд Сейвайл, у 1885-1889 роках, гаками обдер з судна майже всі бронзові орнаменти, мозаїки, прикраси з золота і мармуру. Надалі всі ці предмети стали надбанням британських музеїв і приватних колекцій. На початку XX століття підводні археологи виявили корпус ще одного судна. Воно лежало недалеко від берега і мало приблизно 60 метрів в довжину і 20 метрів у ширину. Корабель виявлений колись кардиналом Колона, був більший.
Дослідження, проведені у 1920-х роках водолазами, показали, що кораблі Калігули були дійсно плавучими палацами з будівлями з мармуру, галереями, зеленими терасами з живими деревами і виноградом. 

## Підняття кораблів

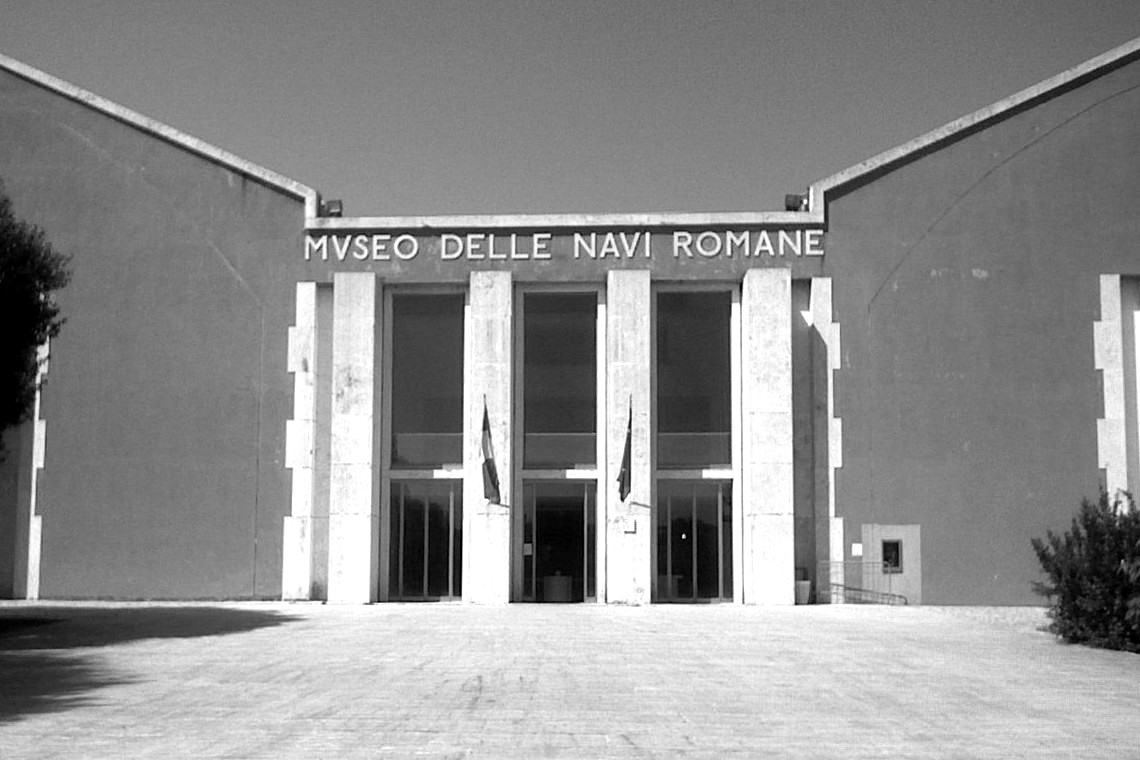
Музей, у якому зберігалися кораблі з 1936 по 1944 рік

Беніто Муссоліні вважав себе наступником Стародавнього Риму, тому він проявив небувалий інтерес до давньоримським судам, що лежить на дні озера Немі. Підйом судів був оголошений справою державної ваги, і на цю справу були відпущені необхідні мільйони лір. 20 жовтня 1928 року за особистої присутності Муссоліні почалися роботи із відкачування води з озера Немі у Альбанське озеро. 

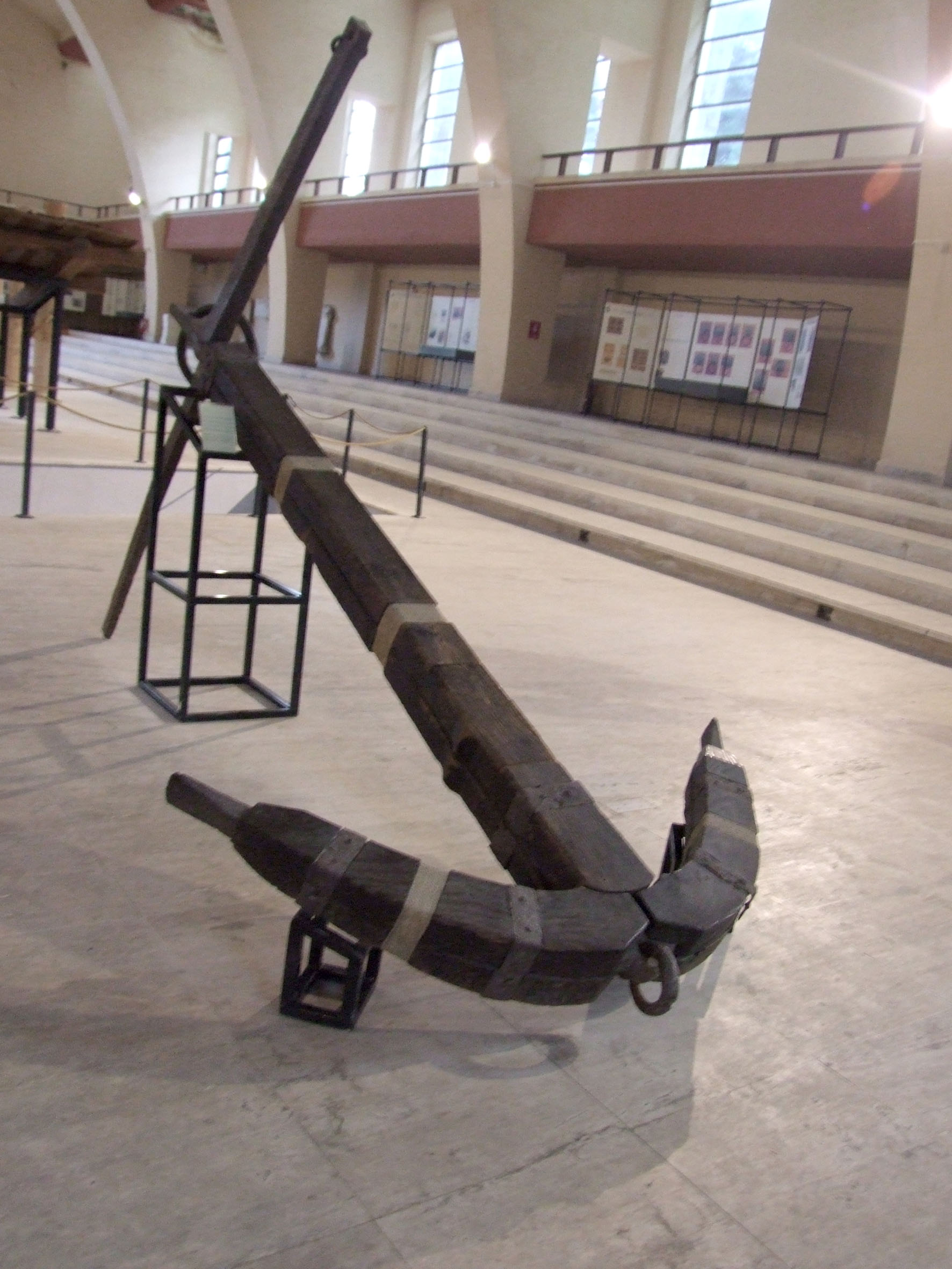
Якір

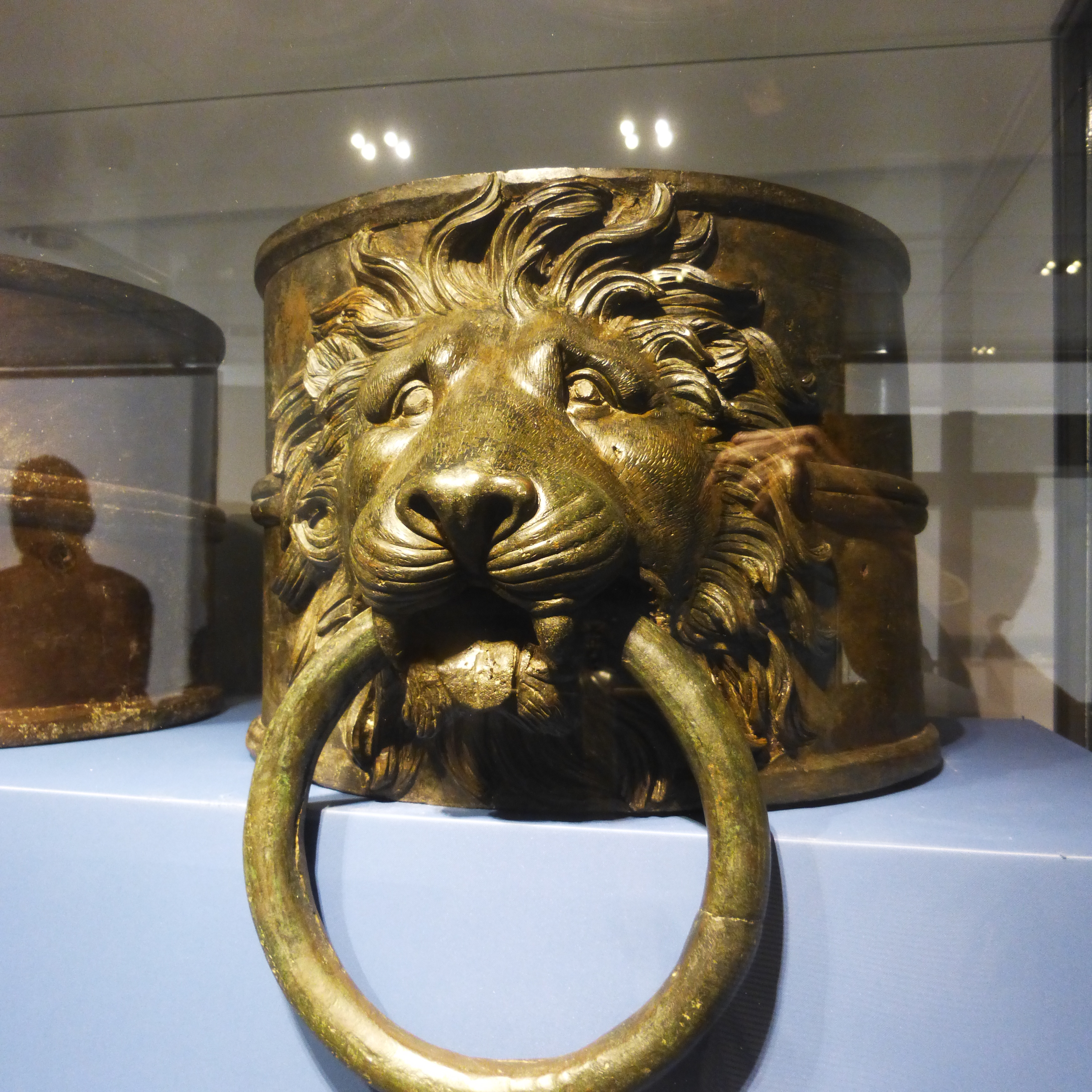
Бронзова скульптура з корабля

У технічному плані операція підйому не здавалася особливо важкою. Сусіднє з Немі Альбанське озеро лежить трохи нижче за рівнем. Передбачалося прорити канал від одного озера до іншого, злити в Альбано води озера Немі і витягнути кораблі Калігули на берег. Але для осушення Немі рити канал не довелося: археологи виявили стародавній дренажний тунель, який і був використаний для осушення. 
Восени 1929 року було знайдено перший корабель, який лежав на глибині 6 метрів. Ще через три роки, коли рівень води в Немі був знижений на двадцять два метри, з води показався другий корабель. Після цього на мулистому дні озера проклали колію, і по ній на берег було витягнуто унікальні споруди, які вразили фахівців досконалістю форм і майстерністю виконання. Уточнились і розміри споруд: велике судно виявилося довжиною 73 метри і шириною 24, другий корабель був лише трохи менше. На великому кораблі весла розташовувалися не в корабельних облавках, а у помостах, які виступали за корабель. На кожне весло припадало по 4-5 веслярів. 

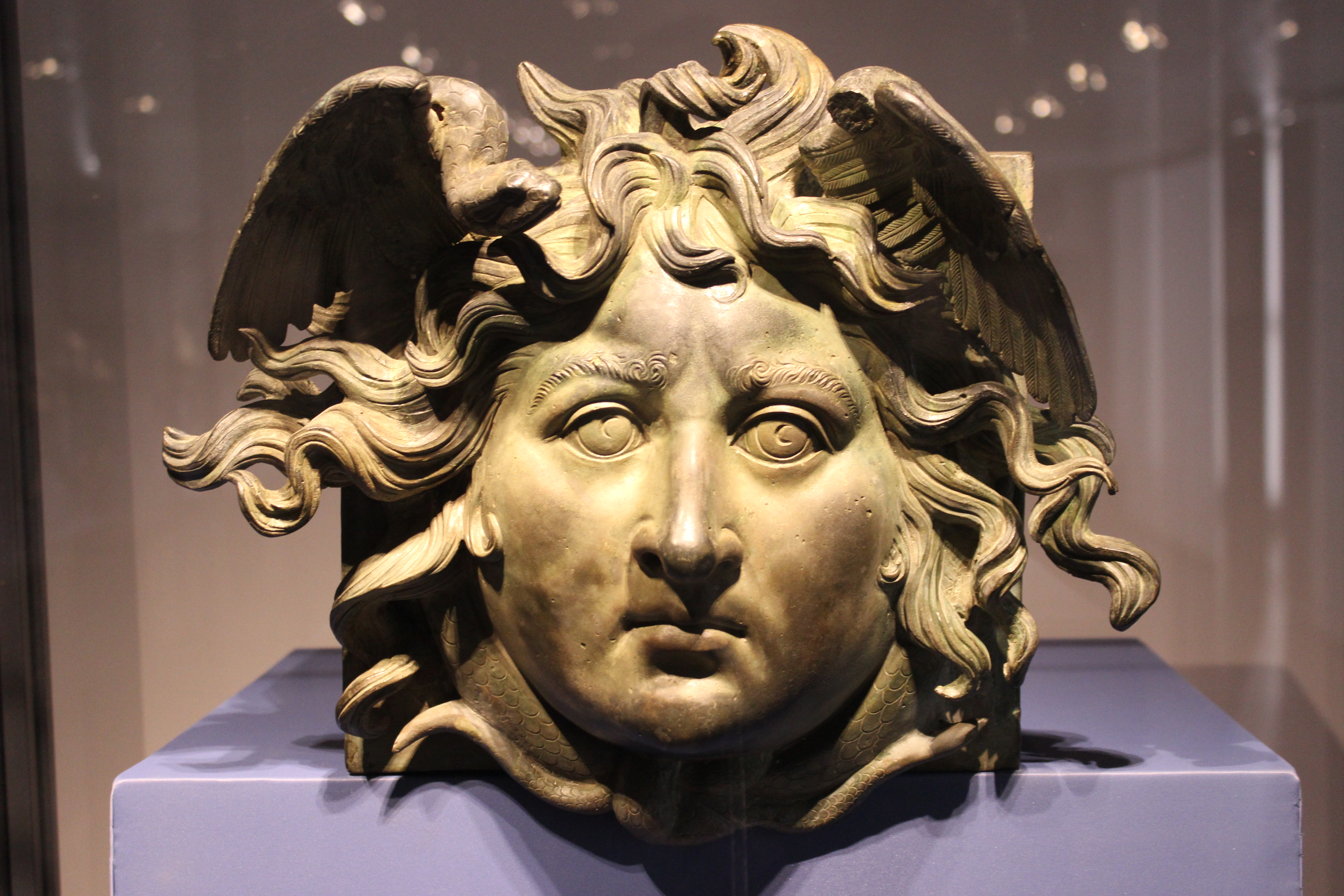
Бронзова скульптура з корабля

Хоча корпусу кораблів вціліли, надбудови були істотно пошкоджені. Було піднято і відреставровано дуже багато предметів того часу. На меншому кораблі була виявлена унікальна поворотна платформа на роликах, яку використовували для обертання статуї Діани. Беручи до уваги розміри озера Немі — кораблі були величезні. 
На кораблях були мармурові підлоги, водопровід з гарячою і холодною водою. Це були плавучі палаци з позолотою, мозаїчною підлогою, а з іншого боку вони відображали технічні можливості римських суднобудівників. Соснові облавки одного з кораблів були захищені від згубної дії води просмоленою шерстю та потрійною свинцевою обшивкою. Багато металевих частин суден були позолочені. Вироби з бронзи та заліза мали високу антикорозійну стійкість. Цвяхи, за допомогою яких кріпилися дерев'яні елементи, були також оброблені розчином, що захищав від корозії.
На облавках кораблів була серія голів тварин з бронзи — до них швартувалися невеликі судна, на яких імператор прибував з друзями. Було знайдено статую сестри Калігули, голову медузи Горгони, руку-талісман, яка була прибита до корпусу судна, голову вовчиці Ромула. 
На свинцевих трубах, які були знайдені на місці розкопок, вчені побачили напис — «Власність Кая Цезаря Августа Германікуса», ім'я імператора Калігули. Заслуговує на увагу і пристрій для підйому якорів, в його конструкції застосований кривошипно-шатунний механізм. На кораблях було два якоря. Один з них, виготовлений з дуба — класична конструкція з залізними лапами і свинцевим штоком. Інший якір теж із заліза та дерева по конструкції нагадував якорі, що з'явилися в голландському флоті у XVIII столітті.
Під час розкопок було знайдено бронзовий кран. Він контролював надходження води в резервуари. Звідти вона надходила через свинцеві труби на різні потреби. Система була унікальна. Були знайдені насоси для відкачування води, яка надходила під час плавання.
Один з кораблів був плавучим храмом Діани, другий — плавучим палацом, розкішним прогулянковим судном для розваг імператората його гостей.

## Музей
Після консервації, усі археологічні знахідки зберігалися у спеціально побудованому музеї. Музей був відкритий у січні 1936 року.
Під час закінчення Другої світової війни, коли Муссоліні та його солдати відступали, музей, де знаходилися відреставровані кораблі, був спалений дотла в ніч з 31 травня на 1 червня 1944 року. Слідство встановило лише непрямий зв'язок між пожежею та діями німецьких військ (німецька батарея, розташована за 150 м від музею, була названа імовірною причиною «випадкової» пожежі).
Музей був відновлений та знову відкритий у 1953 році. У музеї можна побачити моделі човнів в одну п'яту натуральної величини, та невелику кількість корабельних уламків, які вціліли після пожежі.